# Ficus myiopotamica
Ficus myiopotamica är en mullbärsväxtart som beskrevs av C. C. Berg. Ficus myiopotamica ingår i släktet fikonsläktet, och familjen mullbärsväxter. Inga underarter finns listade i Catalogue of Life.